# Shannon Izar

a Compétitions nationales et continentales officielles uniquement.

b Matchs officiels uniquement.
Dernière mise à jour le 7 mars 2015.
Shannon Izar, née le 8 mai 1993 à Londres, est une joueuse internationale française de rugby à XV et à sept. Elle évolue au poste d'ailier au RC Chilly-Mazarin ainsi qu'en équipe de France.

## Biographie

### Carrière
Athlète douée, elle pratique l'heptathlon au sein du Castres athlétisme 
. Elle pratique l'athlétisme jusqu’en 2011. Elle prend sa première licence dans un club de rugby à XV à Lille à la rentrée universitaire 2012, et trois mois plus tard obtient une première sélection. Elle honore sa première cape internationale en équipe de France le 2 novembre 2013 contre le Canada.
Lors de la Coupe du monde de rugby à sept 2013 disputée à Moscou (du 28 au 30 juin 2013), Shanon Izar est la meilleure marqueuse de points française : 4 essais, 20 points au total et une 8e place au classement général de la Coupe du monde.
Le 14 mars 2014, elle gagne le Grand Chelem avec l'équipe de France au stade du Hameau à Pau, au terme d'une cinquième victoire en autant de rencontres du Tournoi des Six Nations face à l'Irlande (19-15),.
Elle participe à la Coupe du monde féminine de rugby à XV 2014, qui se dispute en France du 1er août au 17 août 2014.
Elle se blesse à la cuisse gauche lors du premier match de la sélection de rugby à sept aux Jeux olympiques d'été de 2016 et déclare forfait pour la suite de la compétition.
En 2017, elle est retenue dans le groupe pour disputer la Coupe du monde de rugby à XV féminin 2017 en Irlande. Elle dispute en tant que titulaire les matchs de poule contre l'Australie et l'Irlande et la demi-finale contre l'Angleterre. Elle se distingue particulièrement contre l'Australie, lorsqu'elle inscrit un triplé au bout de 25 minutes.
En 2021, elle est sélectionnée par David Courteix pour participer aux Jeux olympiques d'été de Tokyo ; les Bleues sont médaillées d'argent.

### Vie privée
Ses parents résident à Vénés (Tarn). Shannon Izar poursuit des études en kinésithérapie.

## Palmarès
Rugby à XV
- Championnat de France féminin 1re division (Lille):
  - Championne : 2016
- Tournoi des six Nations (France) :
  - Vainqueur (1) : 2014 (grand chelem)
- Troisième de la Coupe du monde de rugby à XV en 2014 et 2017

Rugby à sept
- Jeux olympiques
  -  Médaille d'argent aux Jeux olympiques d'été de 2020
- Deuxième de la Coupe du monde de rugby à sept 2018

## Décorations
- Chevalier de l'ordre national du Mérite (décret du 8 septembre 2021)[10]